# Izvorul fecioarei
Izvorul fecioarei (Jungfrukallan) este un film suedez dramatic fantastic de Ingmar Bergman lansat în anul 1959. A fost inspirat de balada suedeză Töres döttrar i Wänge.

## Prezentare
În secolul al XIV-lea, o fecioară e violată și ucisă, în drumul ei spre biserică, de doi pelerini. Ajunși în sat, fără s-o știe, se opresc tocmai la ferma părinților victimei, oferindu-le rochia acesteia spre vînzare. După ce-i ucide cu aceeași sălbăticie, tatăl se duce la locul crimei unde a prins să curgă un izvor, tocmai Izvorul fecioarei pe care-l evocă titlul filmului. O veche legendă suedeză e însuflețită într-o impresionantă reconstituire istorică. 

## Distribuție
- Max von Sydow – Töre
- Birgitta Valberg – Märeta
- Gunnel Lindblom – Ingeri
- Birgitta Pettersson – Karin
- Axel Düberg – Thin Herdsman
- Tor Isedal – Mute Herdsman
- Allan Edwall – Beggar
- Ove Porath – Boy
- Axel Slangus – Bridge Keeper
- Gudrun Brost – Frida
- Oscar Ljung – Simon

## Premii
- Premiul Oscar pentru cel mai bun film străin.